# Karel Petrů
Karel Petrů (Březové Hory, 1891. január 24. – 1948. november 30.) világbajnoki ezüstérmes csehszlovák labdarúgóedző.
A csehszlovák válogatottat szövetségi kapitányaként, a döntőig vezette az 1934-es világbajnokságon.

## Sikerei

### Edzőként
Csehszlovákia
- Világbajnoki döntős (1): 1934